# ۳۶۰ مال
۳۶۰ مال (انگلیسی: 360 Mall) یک مرکز خرید واقع در بزرگراه کمربندی ششم در جنوب السره، کویت است که در ۵ ژوئیه ۲۰۰۹ افتتاح شد. این مرکز خرید طرحی دایره‌ای دارد و نام ۳۶۰ از طرح دایره‌ای شکل این مجموعه گرفته شده است و طراحی آن از طراحی معماری مدرن پیروی می‌کند. این مرکز خرید مساحتی بالغ بر ۸۲۰۰۰ متر مربع (۸۸۰۰۰۰ فوت مربع) را پوشش می‌دهد و از سه طبقه تجاری و سه طبقه اداری تشکیل شده است. این مرکز خرید شامل ۱۵ سالن سینما سینسکیپ، یک سالن آی‌مکس و یک سالن وی‌آی‌پی است. این مرکز خرید شامل رستوران‌ها و مغازه‌های زیادی است و ۱۳۰ علامت تجاری ثبت شده دارد.
بلومینگدیلز در سال ۲۰۱۷ به عنوان فروشگاه زنجیره‌ای اصلی این مرکز خرید افتتاح شد. دیگر مراکز خرید معتبر شامل کارفور، سینسکیپ، ایکه‌آ و آکادمی رافائل نادال کویت می‌شوند. مجتمع تنیس بین‌المللی شیخ جابر عبدالله جابر الصباح نیز در داخل مرکز خرید واقع شده است. توسعه مرکز خرید از طریق پل به مرکز خرید اصلی متصل می‌شود و شامل یک سالن اجتماعات جدید، یک هتل گرند هایت و آکادمی تنیس رافائل نادال است.
جایزه بهترین مرکز خرید جهان در سال ۲۰۱۱، در مراسم سالانه مجله آرال‌آی به ۳۶۰ مال به دلیل طراحی بزرگ‌ترین باغ عمودی جهان به منظور حفظ محیط زیست که توسط گیاه‌شناس فرانسوی پاتریک بلان طراحی شده است اهدا شده است. این مجموعه شامل پارکینگ با ۱۸۰۰ خودرو است که آن را به بزرگ‌ترین پارکینگ برای یک مجتمع تجاری در خاورمیانه تبدیل می‌کند.
در فوریه ۲۰۲۰، این مرکز خرید، بخش جدیدی را افتتاح کرد که از طریق یک پل با دمای کنترل‌شده به مرکز خرید اصلی متصل می‌شود و شامل فروشگاه‌های خرده‌فروشی اضافی، یک فودکورت و آکادمی تنیس است. در سپتامبر ۲۰۲۲، هتل گرندهایت کویت با ۳۰۲ اتاق، در داخل مجموعه توسعه‌یافته و با اتصال مستقیم به بخش توسعه‌یافته، افتتاح شد.